# Joan Pujol García

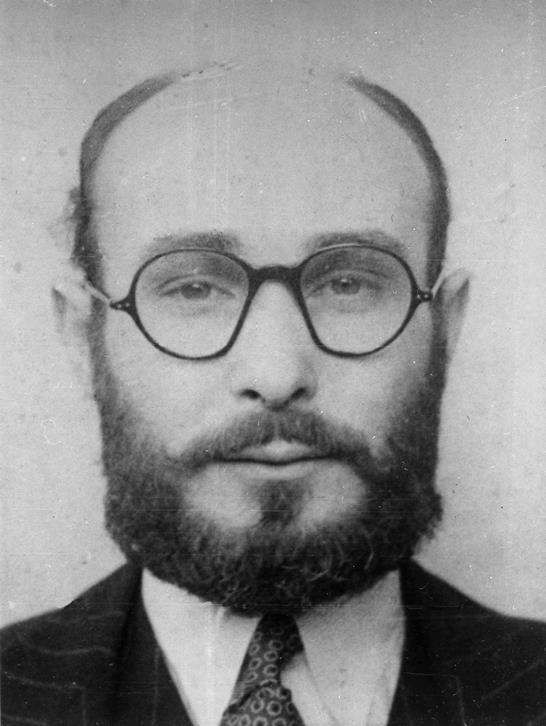
Joan Pujol García

Joan Pujol García, auch bekannt als Juan Pujol García, MBE (* 14. Februar 1912 in Barcelona; † 10. Oktober 1988 in Caracas, Venezuela) war ein Doppelagent im Zweiten Weltkrieg, der unter dem englischen Codenamen Garbo und dem deutschen Codenamen Arabel bekannt war. Er hatte eine Schlüsselrolle am Erfolg der Operation Fortitude.
Darüber hinaus wirkte er an Versuchen mit, die Deutschen im Jahr 1944 über das Trefferbild bei Angriffen mit dem Marschflugkörper V1 auf London zu täuschen und damit eine Verschiebung der Zielzone in dünn besiedelte Gebiete zu erreichen. Entsprechende Mitteilungen wurden zwar übermittelt, es gibt aber keine Belege für daraus folgende Änderungen des deutschen Vorgehens.